# Biologische voeding

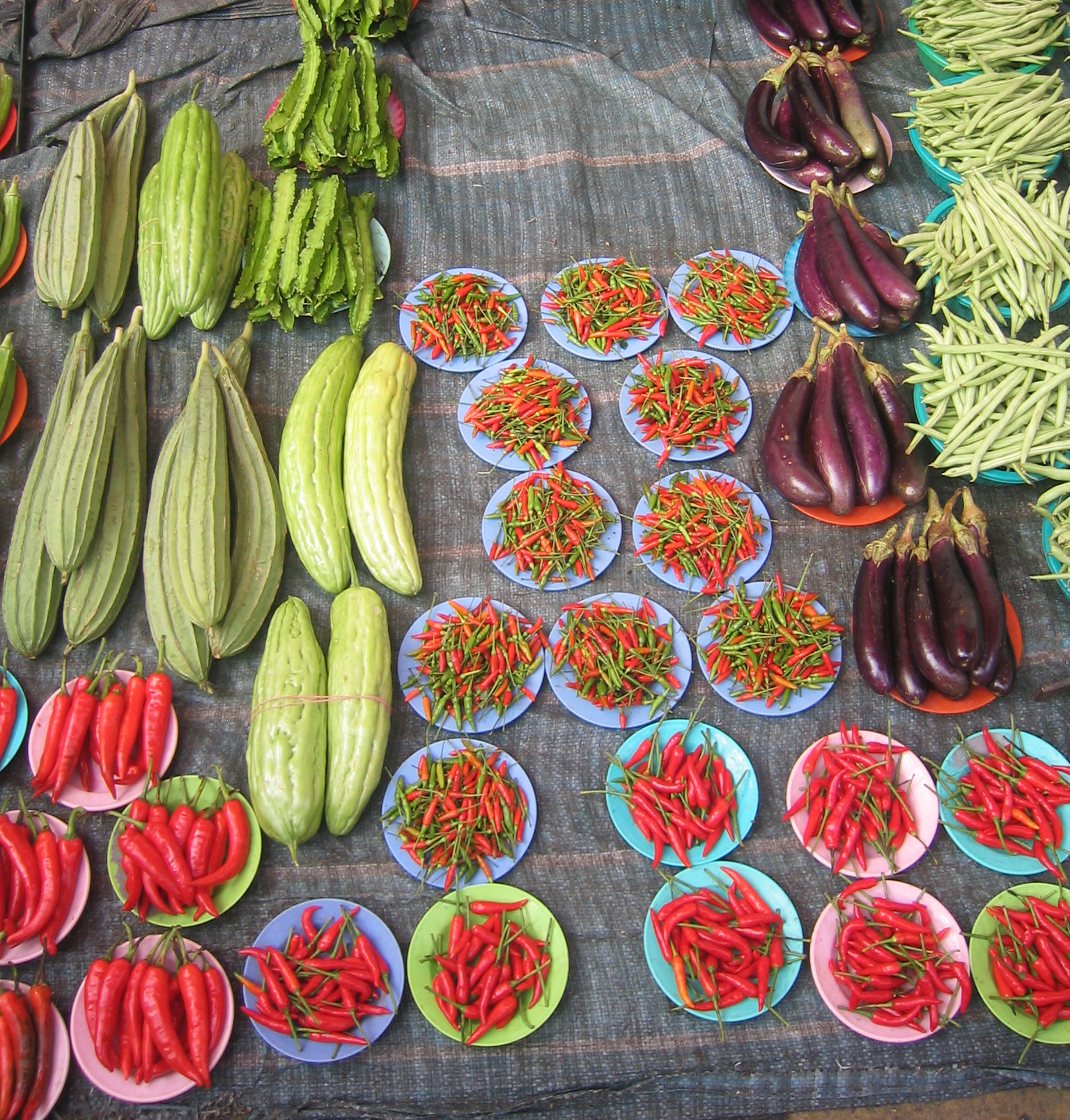
Biologische producten op een boerenmarkt in Argentinië

Biologische voeding is voedsel dat wordt geproduceerd met methoden die voldoen aan de normen van de biologische landbouw, die een "ecologisch evenwicht" en het behoud van biodiversiteit nastreeft. Biologische voeding wordt geproduceerd zonder het gebruik van kunstmest, chemische bestrijdingsmiddelen, genetische modificatie, groeihormonen of antibiotica. Biologisch gecertificeerde producten mogen geen kunstmatige toevoegingen bevatten. Ook wordt rekening gehouden met meer dierenwelzijn.
Voeding die niet door een overheidsinstantie is gecontroleerd én gecertificeerd, mag niet als biologisch verhandeld worden. Kern bij deze certificering is de traceerbaarheid van de totstandkoming van het voedsel, om zo zekerheid te verschaffen over het ontbreken van verboden middelen. Kort gezegd "van zaadje tot eindproduct bij de consument" vindt controle plaats.
Biologisch gecertificeerde voeding wordt niet alleen voor mensen geproduceerd maar ook voor huisdieren en vee.

## Etikettering

### Kenmerken van bereide voedingsmiddelen
In vele landen bestaat speciale regelgeving voor het produceren van biologische producten.
Bedrijven hebben bepaalde certificaten nodig. Er moet een speciale administratie bijgehouden worden van biologische grondstoffen die binnenkomen, en biologische producten die geleverd worden aan bijvoorbeeld winkels of andere verkopers met reguliere levensmiddelen. Biologische voeding mag in het algemeen geen chemisch-synthetische geur-, kleur- en smaakstoffen bevatten en ook geen conserveringsmiddelen. Ook zijn er eisen aan de etikettering. Als uitzondering op de algemene regel mag wijn van biologische geteelde druiven sulfieten bevatten en als biologisch aangeprezen worden.

### Eisen en wetgeving
Biologische landbouw wordt in vele landen wettelijk als productiemethode erkend. Om zich te onderscheiden van conventionele landbouw, maar ook van andere productiemethodes worden de producten onder een keurmerk verkocht dat garandeert dat de regels opgevolgd werden op het gebied van:
- certificatie en toezicht;
- kunstmestgebruik;
- medicijngebruik, in het bijzonder antibiotica;
- genetische gemanipuleerde organismen;
- herkomst van ingekochte productiemiddelen zoals veevoer;
- restricties in het gebruik van chemische bestrijdingsmiddelen.

### Europese wetgeving en keurmerk
De eerste Europese Verordening inzake biologische landbouwproducten dateert uit 1991 (EU-Verordening 2092/91), en steunde op de normen van de IFOAM, de wereldwijde organisatie van de biolandbouw. Anno 2015 gelden de Europese Verordeningen 834/2007, 889/2008 en 1235/2008.
In de Europese Lidstaten kunnen toch nog verschillen voorkomen als gevolg van interpretaties van deze basiswetgeving.

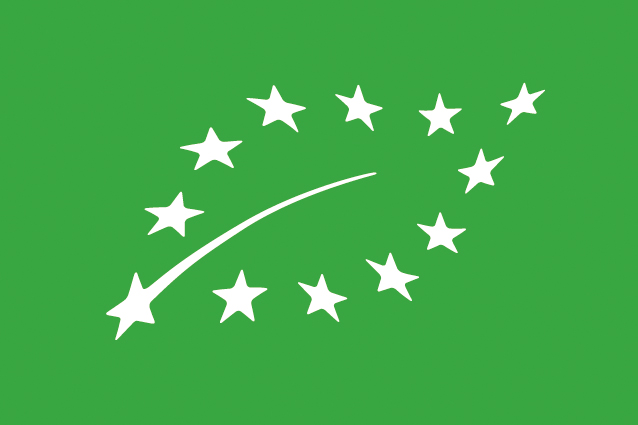
Europees logo voor biologische producten: de Euro-leaf

Binnen de Europese Unie is één keurmerk afgesproken. Het logo is groen en heeft 12 witte sterren die samen een plantenblad voorstellen. Dit logo vervangt het logo dat tot 1 juli 2010 gold. Op producten mogen ook andere keurmerken geplaatst worden.

### Andere keurmerken in Nederland en België
Keurmerken die de consument eveneens op producten kan aantreffen, kunnen minder streng of juist strenger zijn dan de Europese regelgeving. Aan deze laatste wordt soms verweten enkel oog te hebben voor landbouwtechnische criteria, met uitsluiting van andere principes van ecologische (bv. biodiversiteit, energie- en watergebruik, korte ketens) en sociale (arbeidsvoorwaarden), of spirituele aard (bv. antroposofie). Enkele keurmerken:
- Het Demeter-keurmerk geeft aan dat er gewerkt wordt volgens biologisch-dynamische principes, gebaseerd op de antroposofie van Rudolf Steiner.
- In Nederland:
  - Het EKO-keurmerk wordt toegekend door Stichting EKO-keurmerk.[6] De basis van dit keurmerk is biologisch. Het stelt aanvullende eisen op het vlak van verduurzaming (bijvoorbeeld energie- en watergebruik, transport, faire prijzen). Elke EKO-ondernemer stelt zichzelf jaarlijks twee nieuwe verduurzamingsdoelen.
  - Het Beter Leven-keurmerk van de Nederlandse Dierenbescherming geeft biologisch dierlijke producten automatisch de hoogste score van drie sterren, mits er ook aan de criteria voor diervriendelijke slacht is voldaan, er zijn ook producenten die drie sterren hebben zonder biologisch gecertificeerd te zijn.[7]
  - Huismerklogo's als Bio, Bio+, Bio Organic zijn zogenaamd paraplulogo's (deze staan altijd in combinatie met één of meer keurmerken op de verpakking) op biologische huismerkproducten. Deze logo's komen altijd voor naast het Europese keurmerk voor biologische landbouw. Het stelt geen extra eisen.[8][9]
- Het Belgische Federaal instituut voor Duurzame Ontwikkeling onderhoudt sinds 2024 de online databank Labelinfo, met meer dan 100 duurzaamheidslabels, waaronder het keurmerk Biogarantie.

De meeste van deze keurmerken berusten op het principe van controle door een externe inspectie- en certificatie-instelling, een procedure die echter voor vele armere boeren in de wereld te duur en omslachtig is. Daarom werden al sedert de jaren 60 vereenvoudigde procedures uitgedacht voor onderlinge controle, gebaseerd op vertrouwen en het onderschrijven van gemeenschappelijke principes. Een van de oudste keurmerken is dat van Nature et Progrès in Frankrijk (opgericht in 1964). Dit type van keuring werd door IFOAM geformaliseerd in een participatief garantiesysteem (PGS), waarmee ook buiten de landbouw betrouwbare keurmerken kunnen afgeleverd worden.

## Chemische samenstelling

### Nutriënten
De Engelse Food Standards Agency deed in 2009 een uitgebreide literatuurstudie van alle wetenschappelijk onderzoek op dit gebied en kwam tot de conclusie dat er op dit moment geen wetenschappelijke basis is om biologische voeding als gezonder dan niet-biologische aan te merken.
Een systematische review uit 2009 wees uit dat biologisch geproduceerde voedingsmiddelen niet rijker zijn aan vitamines en mineralen dan conventioneel geproduceerde voedingsmiddelen. De resultaten van de systematische review lieten alleen een lager stikstof- en hoger fosforgehalte zien in biologisch geproduceerde voedingsmiddelen in vergelijking met conventioneel geteelde voedingsmiddelen. Het gehalte aan vitamine C, calcium, kalium, totaal oplosbare vaste stoffen, koper, ijzer, nitraten, mangaan en natrium verschilde niet tussen de twee categorieën.
Een onderzoek van de wetenschappelijke literatuur uit 2012 vond geen significante verschillen in het vitaminegehalte van biologische en conventionele plantaardige of dierlijke producten, en vond dat de resultaten van studie tot studie varieerden. Weinig studies onderzochten het vitaminegehalte in vlees, maar deze vonden geen verschil in bètacaroteen in rundvlees, alfa-tocoferol in varkensvlees of rundvlees, of vitamine A (retinol) in rundvlees. Uit een literatuuronderzoek uit 2011 bleek dat biologisch voedsel over het algemeen een hoger gehalte aan micronutriënten had dan conventioneel geproduceerd voedsel.
Een systematische review en meta-analyse uit 2016 wees uit dat biologisch vlees vergelijkbare of iets lagere niveaus van verzadigd vet en enkelvoudig onverzadigd vet bevat als conventioneel vlees, maar hogere niveaus van zowel algemene als n-3 meervoudig onverzadigde vetzuren. Een andere meta-analyse die in hetzelfde jaar werd gepubliceerd, vond geen significante verschillen in de niveaus van verzadigd en enkelvoudig onverzadigd vet tussen biologische en conventionele melk, maar significant hogere niveaus van algemene en n-3 meervoudig onverzadigde vetzuren in biologische melk dan in conventionele melk.
Verschillende onderzoeksinstituten komen met afwijkende conclusies. Het Louis Bolk Instituut, een onderzoeksinstituut ten behoeve van biologische landbouw, komt met positieve resultaten. In 2005 concludeerde het instituut dat biologische zuivel meer gezondheidsbevorderende stoffen bevat. Samen met de Nederlandse ketenorganisatie voor de biologische landbouw Bionext duidt ze aan dat vitamine C vaker voorkomt in biologisch gekweekte producten. In 2007 concludeerde ze dat biologisch gevoede kippen sterker zijn qua immuunreactiviteit, stofwisseling en genexpressie dan gangbaar gevoerde dieren.
In 2016 werd in een rapport van wederom de Universiteit van Newcastle aangetoond dat ook de biologische veehouderij gezondere producten op de markt brengt. Biologische melk bevat gemiddeld 50 procent meer omega 3-vetzuren dan gangbare melk. Ook zijn in de melk aangemerkte stoffen vitamine E en ijzer hoger en is er een lager gehalte van de stoffen jodium en selenium.
Ook in biologisch vlees zouden 50 procent meer omega 3-vetzuren zitten, en minder van twee soorten verzadigde vetzuren. Het verschil tussen biologisch en gangbaar werd verklaard door de weidegang van de koeien en het soort voer dat gegeven wordt.

### Fytochemicaliën
Een langdurig onderzoek aan de Universiteit van Californië, dat werd gepubliceerd in 2007 concludeerde dat biologisch geteelde tomaten bijna tweemaal zoveel flavonoïden bevatten als conventioneel geteelde tomaten (gemiddeld 97% meer kaempferol en 79% meer quercetine). Een ander onderzoek beschreef dat fruitvliegjes langer leven en actiever, vruchtbaarder en stressbestendiger zijn als ze biologisch geteeld voedsel krijgen.
In 2014 werden er extra gezondheidsbevorderende stoffen gevonden in biologische producten in een uitgebreid onderzoek uitgevoerd door de Universiteit van Newcastle upon Tyne. Bevindingen waren onder andere: de landbouwmethode beïnvloedt de kwaliteit: biologische gewassen hebben beduidend hogere concentraties antioxidanten in vergelijking met niet-biologisch geproduceerde gewassen. Dit betekent meer fenolen (19% hoger), flavanonen (69% hoger), stilbeen (28% hoger), flavonen (26% hoger) en flavonolen (50% hoger). Een overstap naar de consumptie van biologische gewassen zou een stijging van 20-40% in antioxidanten teweeg brengen, zonder een verhoging van de calorie-inname.

### Residuen van bestrijdingsmiddelen
Een meta-analyse uit 2014 concludeerde dat de frequentie van detecteerbare residuen van bestrijdingsmiddelen bleek vier keer hoger in niet-biologische gewassen. Niet-biologisch fruit had de hoogste bestrijdingsmiddelen-frequentie (75%), in vergelijking met niet-biologische groenten (32%) en verwerkte voedingsmiddelen op basis van niet-biologisch geteelde producten (45%). Daarentegen werden in slechts 10% van de biologische monsters bestrijdingsmiddelenresiduen gevonden. De analyse detecteerde tevens 48% lagere concentraties van het giftige zware metaal cadmium in biologische gewassen. Ook stikstofconcentraties bleken aanzienlijk lager in biologische gewassen.

## Biologische producten en gezondheid
De biologische landbouw houdt rekening met haar belasting van de natuur en kiest voor milieu- en diervriendelijkere productiemethoden, maar is niet gericht op het produceren van 'gezondere' producten. Toch bleek in 2009 uit een Nederlands consumentenonderzoek dat het merendeel van de kopers van biologische producten dit doen vanuit gezondheidsoverwegingen.
Hoewel het niet ondenkbaar is dat biologische producten gezonder zijn, is het moeilijk dit met wetenschappelijk onderzoek aan te tonen, zo bleek uit een onderzoek gedaan door de Amerikaanse Stanford University in 2012. Ook gaf het onderzoek aan dat het nog te vroeg is om uitspraken te doen over gezondheidseffecten van biologische producten.
Het Voedingscentrum beschouwt biologische voeding als even gezond als niet-biologische voeding.
Er is weinig wetenschappelijk bewijs voor zowel een voordeel of voor schade voor de menselijke gezondheid bij een dieet met veel biologisch voedsel. Het uitvoeren van gelijk welk soort rigoureus experiment over dit onderwerp is erg moeilijk. Een meta-analyse uit 2012 merkte op dat "er geen langetermijnstudies zijn geweest naar de gezondheidsresultaten van mensen die overwegend biologisch versus conventioneel geproduceerd voedsel consumeren (gecontroleerd op sociaaleconomische factoren); dergelijke studies zouden duur zijn om uit te voeren."
De wetenschappelijke consensus (anno 2012) is dat, hoewel "consumenten ervoor kunnen kiezen om biologisch fruit, groenten en vlees te kopen omdat ze denken dat ze voedzamer zijn dan ander voedsel.... de balans van het huidige wetenschappelijk bewijs dit standpunt niet ondersteunt." Het bewijs van gunstige gezondheidseffecten van biologische voedselconsumptie is schaars, waardoor onderzoekers pleiten voor meer langetermijnonderzoek. Bovendien worden onderzoeken die suggereren dat biologisch voedsel gezonder is dan conventioneel voedsel, geconfronteerd met aanzienlijke methodologische uitdagingen, zoals de correlatie tussen biologische voedselconsumptie en factoren waarvan bekend is dat ze een gezonde levensstijl bevorderen. Een systematische review van de American Academy of Pediatrics in 2012, concludeerde ze dat "het huidige wetenschappelijk bewijs geen zinvolle voedingsvoordelen of voedingstekorten ondersteunt van het eten van biologisch in vergelijking met conventioneel geteeld voedsel, en er zijn geen goed onderbouwde onderzoeken bij mensen die direct gezondheidsvoordelen of ziektebescherming aantonen als gevolg van het consumeren van een biologisch dieet."
Uit een onderzoek, uitgevoerd in 2013 door de Universiteit van Tilburg, onder 4000 EkoPlaza klanten, bleek dat mensen die biologisch eten gezonder zijn. Er werd een lager BMI (index voor het gewicht in verhouding tot lichaamslengte), namelijk 23,3 ten opzichte van 25,5 waargenomen. Ook bleken ze minder vaak verkouden, en hebben ze minder last van hartklachten, ademhalingsproblemen, gewichtsproblemen, een te hoog cholesterol en een hoge bloeddruk. De verschillen kunnen mogelijk verklaard worden dat gezonde mensen vaker biologisch eten en dus vaker EkoPlaza-klanten zijn.
De American Cancer Society heeft verklaard dat er geen bewijs bestaat dat de kleine hoeveelheid residuen van bestrijdingsmiddelen die op conventionele voedingsmiddelen worden aangetroffen, het risico op kanker zal verhogen, hoewel het aanbeveelt om groenten en fruit grondig te wassen. Ze hebben ook verklaard dat er geen onderzoek is dat aantoont dat biologisch voedsel het risico op kanker vermindert in vergelijking met voedsel dat is geteeld met conventionele landbouwmethoden.

## Consumentengedrag
Uit diverse onderzoeken blijkt dat burgers vaak een natuur- en diervriendelijke landbouw wensen, waarbij men aangeeft dat men bereid is hier een meerprijs voor te betalen. Het consumentengedrag blijft daar vaak bij achter: vaak wil men een product toch tegen een zo laag mogelijke prijs en kiest men dus liever voor goedkopere producten uit de gangbare landbouw. Niettemin groeit de markt voor biologische producten.

## Marktaandeel
In 2018 schommelde in Nederland het marktaandeel van biologische voeding rond de 5%, wat goed is voor ongeveer 1 miljard euro omzet. Verwacht wordt dat het in 2025 rond de 7% zal liggen.
Wereldwijd werd het marktaandeel in 2017 geschat op ongeveer 1-8% van de totale voedselverkoop. In de meeste Europese en Noord-Amerikaanse landen is 'biologisch' een label dat door veel consumenten wordt herkend en gekocht, en de biologische landbouw is daar dan ook de snelstgroeiende voedingssector.